# Province de Ouezzane
La province de Ouezzane, créée en 2009, est une subdivision à dominante rurale de la région marocaine de Tanger-Tétouan-Al Hoceïma.

## Administration et politique

### Découpage territorial
Cette province est composée de dix-sept communes, anciennement situées dans la province de Sidi Kacem (région de Gharb-Chrarda-Beni Hssen) ou la province de Chefchaouen (région de Tanger-Tétouan) :
- une commune urbaine[2] (ou municipalité) : Ouezzane, qui est son chef-lieu ;
- seize communes rurales[2] : Ain Beida, Asjen, Bni Quolla, Brichka, Imzoufren, Kalaat Bouqorra, Lamjaara, Masmouda, Mokrisset, Ounnana, Sidi Ahmed Cherif, Sibi Bousber, Sidi Redouane, Teroual, Zghira et Zoumi[3].